# Discotheek

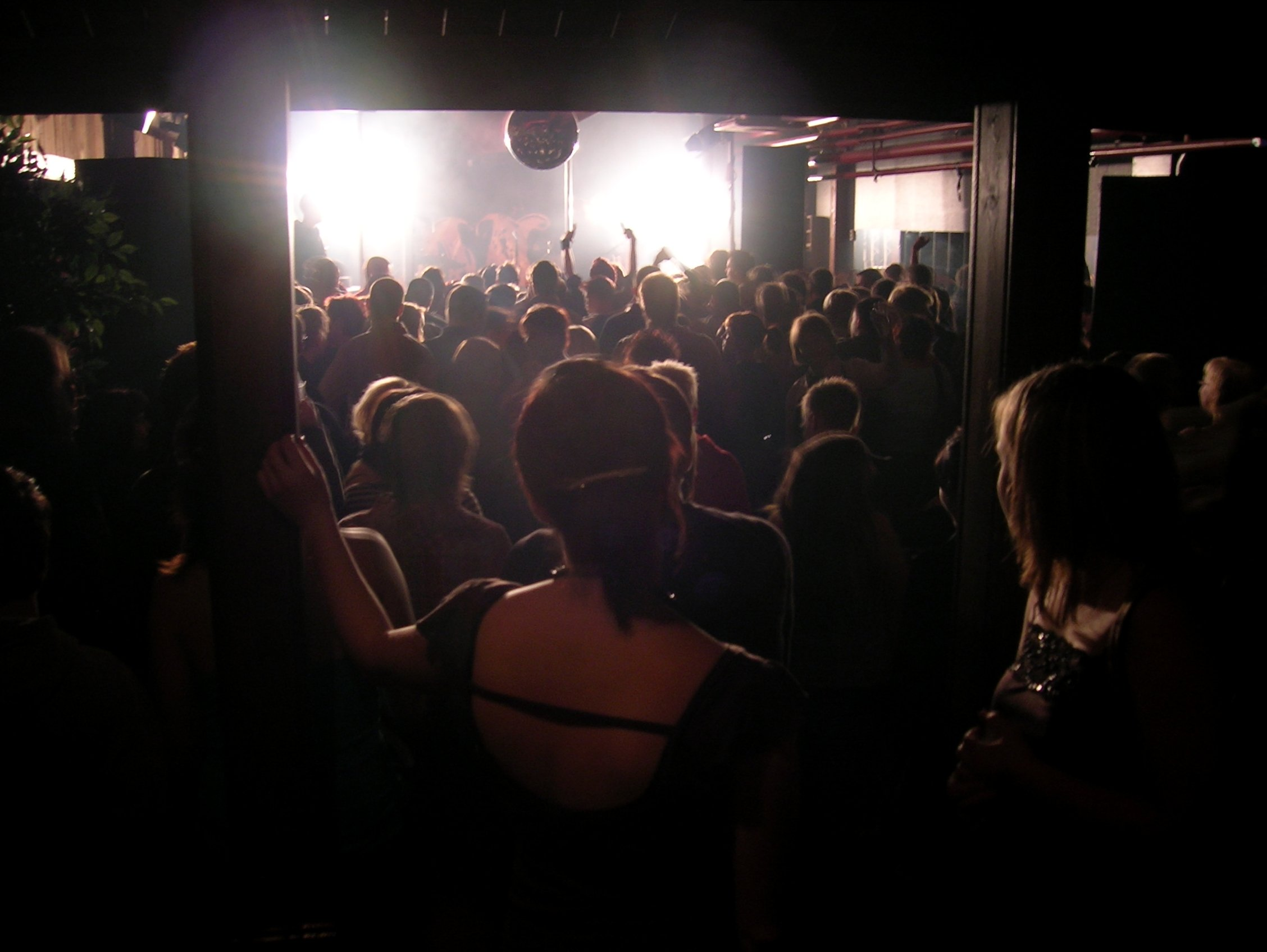
Een drukke discotheek

Een discotheek (van het Oudgriekse δίσκος (diskos) = schijf en θήκη (thēkē) = bewaarplaats) is een uitgaansgelegenheid waar men kan dansen op muziek van platen of dj's.
Een kleine discotheek of een café met een dansgelegenheid wordt vaak een dancing of danscafé genoemd. Een discotheek die tot laat in de nacht open is of een wat meer exclusief karakter heeft noemt men ook wel een nachtclub en daarvan afgeleid is club ook vaak een synoniem voor discotheek.

## Geschiedenis
De naam discotheek komt van de uitgaansgelegenheid La Discothèque aan de Rue de la Huchette in Parijs, die in 1941 opende. Het bijzondere was dat hier geen gebruik werd gemaakt van livemuziek om op te dansen, maar van langspeelplaten.
In de jaren vijftig werd het principe van discotheken populairder, ook al zal het tot de jaren zeventig duren alvorens de naam discotheek wereldwijd in zwang kwam. De muziekstroming disco, die begin jaren zeventig ontstond is afgeleid van het woord discotheek. Hoewel disco begin jaren tachtig aan populariteit verloor, bleven de discotheken toch overeind, omdat deze hun muziek aanpasten aan de tijd. In de jaren negentig gingen bijvoorbeeld veel discotheken over op het draaien van housemuziek.
In de jaren negentig kwamen bezoekers vaak speciaal voor een bepaalde discotheek en wat die zelf programmeerde, maar dat is steeds meer verschoven naar een voorkeur voor feesten die door externe organisatoren op wisselende locaties gehouden kunnen worden. Bezoekers zijn daarom minder loyaal aan een specifieke club, wat versterkt wordt doordat jongeren elkaar sinds de opkomst van sociale media snel kunnen informeren over de nieuwste feesten. Daarnaast is er concurrentie gekomen van een toenemend aantal muziekfestivals en uitgaansavonden bij cafés, restaurants en culturele instellingen.

### Teruggang
Het aantal discotheekbezoekers nam in Nederland voorts af door de invoering van het rookverbod in 2008, de economische crisis, strengere regels voor studiefinanciering, waardoor studenten minder tijd en geld hebben om uit te gaan, en in 2014 de verhoging van de alcoholleeftijd naar 18 jaar. Door deze factoren daalde het aantal clubs van 326 in 2007 naar 187 in 2015 en 178 in 2016. In de laatstgenoemde jaren werden echter ook weer nieuwe clubs geopend, waarbij met name zaken die zich al dan niet als pop-up op "industriële" locaties vestigen of combinaties vormen met een restaurant of een festival succesvol blijken.
In Amsterdam werden bovendien 24-uursvergunningen ingevoerd, waardoor daar relatief veel nieuwe uitgaansgelegenheden openden. Ook in andere steden kwamen in 2015 en 2016 nieuwe discotheken, maar buiten de Randstad en op het platteland moesten discotheken sluiten als gevolg van de dalende bezoekersaantallen.
Ook in andere landen en steden is het aantal discotheken sterk teruggelopen. In Italië van ruim 7000 eind jaren negentig naar 3300 in 2024. Als oorzaken worden daar genoemd: de halvering van het aantal geboortes, het gebrek aan vernieuwing en concurrentie van bars met dansgelegenheid, clubs met live-muziek en raves in afgelegen loodsen. In Berlijn sloten tussen 2015 en 2025 minstens 100 clubs als gevolg van klachten van buurtbewoners, stijgende vastgoedprijzen en projectontwikkeling. In het Verenigd Koninkrijk liep het aantal clubs terug van 1700 in 2013 naar 787 in 2024.

## Bekende discotheken
Enkele bekende Nederlandse discotheken waren de vroegere Dansen bij Jansen, Richter, RoXY, iT en Trouw in Amsterdam, Now&Wow, de Marathon in Den Haag, de Hollywood Music Hall in Rotterdam en Alcazar in Puttershoek.
Enkele bekende nog bestaande discotheken in Nederland zijn Tivoli en Woolloomooloo in Utrecht en Bob's Party Palace in Uitgeest.
Enkele bekende Belgische discotheken waren of zijn Zillion in Antwerpen (1997-2002), Fuse in Brussel, Carré in Willebroek, Boccaccio in Destelbergen (1972-2018), Versuz in Hasselt, Mac Queen in Borgloon, Kokorico in Lievegem en Kompass Klub in Gent alsmede de voormalige homodisco Red & Blue in Antwerpen.
Tot de grootste discotheken van Europa behoort Baia Imperiale in de Italiaanse stad Rimini, waar meer dan 15.000 personen terecht kunnen.

## Kenmerken

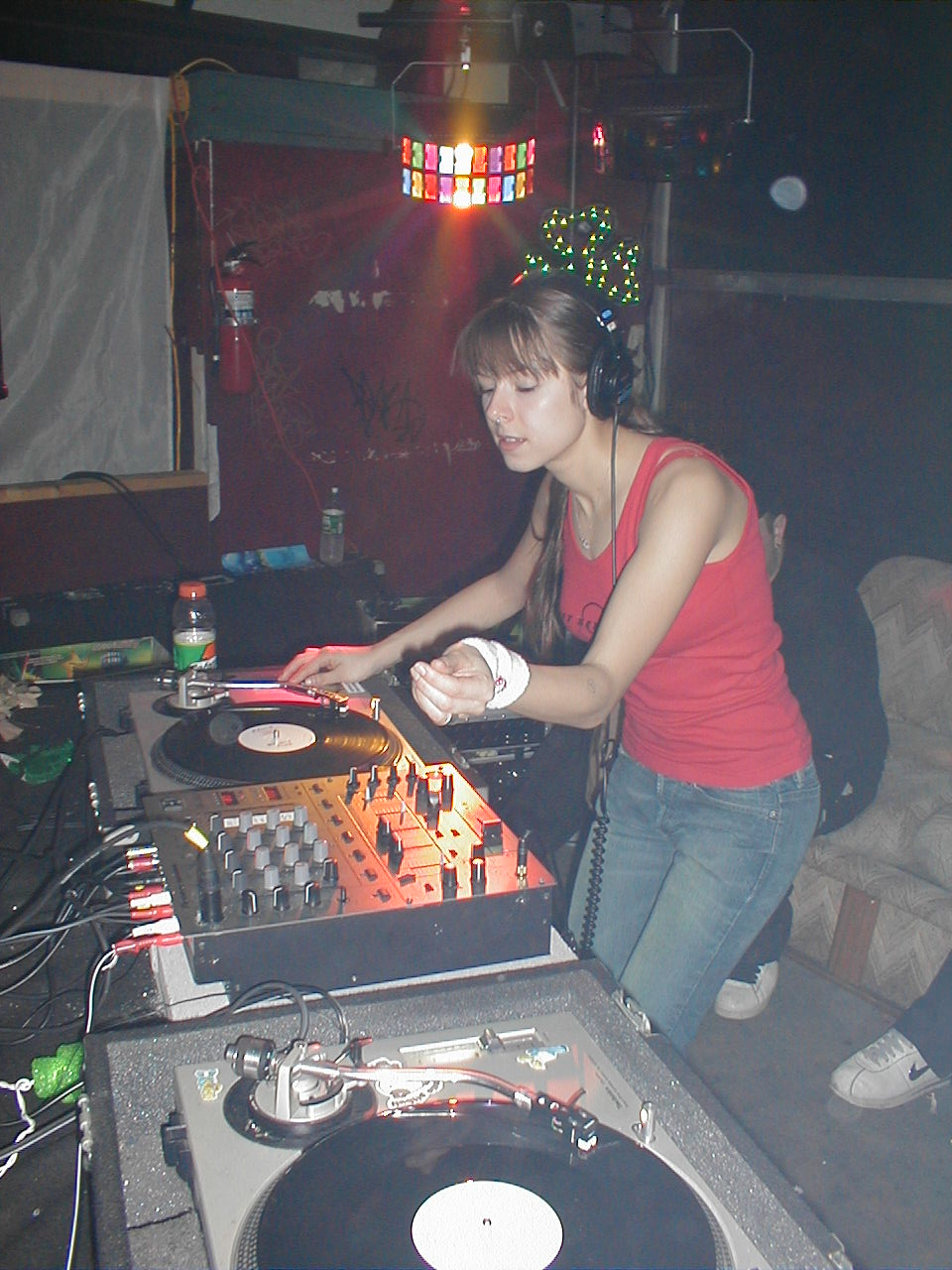
Vrouwelijke dj draaiend in een discotheek

De doelgroep van een discotheek zijn vandaag de dag vaak jongeren tussen de 18 en 25 jaar. Er bestaan echter ook discotheken voor andere doelgroepen, zoals zaken die gespecialiseerd zijn in jarentachtigmuziek, en daardoor vaak (ook) ouder publiek trekken. Daarnaast zijn er nog aparte homodiscotheken.
In een disco wordt voornamelijk muziek waar men makkelijk op kan dansen gedraaid door een diskjockey (dj). Er wordt ook gewerkt met belichting en soms special effects, dit wordt meestal verzorgd door een lightjockey (lj) meestal met behulp van een lichttafel. Grafische beelden die worden geprojecteerd, worden gemaakt door een video jockey of visual jockey (vj).

## Inrichting
In grotere discotheken bevinden zich vaak een of meer danszalen. Iedere danszaal heeft dan zijn eigen muziekstijl. Als er één danszaal is, is dit meestal top 40 (populaire muziek). Andere stijlen zijn bijvoorbeeld r&b en Nederlandstalig.
Naast de dansvloeren zijn er vaak aparte ruimtes voor een of meer bars en een aparte rookruimte. In homodiscotheken is er bovendien vaak nog een darkroom.

## Kritiek

### Drugs
Discotheken zijn soms negatief in het nieuws vanwege het gebruik van XTC en andere drugs.

### Lawaai
Problematisch in discotheken is het vaak harde geluid waardoor jongeren gehoorbeschadiging in de vorm van oorsuizen, tinnitus of doofheid kunnen oplopen. Ook voor omwonenden is een discotheek een regelrechte kwelling vanwege het lawaai, zeker als deze tot diep in de nacht open is. Het harde geluid kan de nachtrust verstoren waardoor mensen de volgende dag erg moe zijn, wat erg vervelend is als ze dan weer naar hun werk moeten.
Ter preventie hiervan werd per 1 januari 2013 in Vlaanderen het maximum muziekvolume beperkt tot 100 dB(A) - LAeq,60min een bijkomende voorwaarde is dat de exploitant kosteloos gehoordoppen voor eenmalig gebruik ter beschikking stelt aan de bezoekers.
In Nederland werd in 2012 bij diverse uitgaansgelegenheden geëxperimenteerd met gratis oordoppen en een maximaal geluidsniveau van 103 decibel.